# Zadzim (Poddębice)
Pour les articles homonymes, voir Zadzim.
Zadzim (prononciation [ˈzad͡ʑim]) est un village de la gmina de Zadzim, du powiat de Poddębice, dans la voïvodie de Łódź, situé dans le centre de la Pologne.
Le village est le siège administratif (chef-lieu) de la gmina appelée gmina de Zadzim.
Il se situe à environ 16 kilomètres (km) au sud-ouest de Poddębice (siège du powiat) et 43 kilomètres à l'ouest de Łódź (capitale de la voïvodie).
Sa population s'élevait à 238 habitants en 2009.

## Histoire
La première mention écrite de Zadzim vient de 1386. C'était la maison de la famille Zadzimski, qui a érigé une église dans le village quelque part vers le début du XVe siècle.
Plus tard, la colonie appartenait aussi à la famille Zaleski d'Otok, et les familles de Radomicki, Sapieha et Lubomirski.
Au XVIe siècle, il a été divisé en trois établissements plus petits et séparés appelés Wola Zaleska, Wola Sypińska et Wola Zadzimska (actuellement Wola Flaszczyna).
Au XVIIIe siècle, les domaines ont été achetés par la famille Dąmbski de Lubraniec. Le comte Józef Kazimierz de Lubraniec était un voïvode de Sieradz en 1756-1766.
Pour la dernière fois avant la dissolution de l'État polonais, le village a été acheté par la famille Jarociński.
Dans le centre de Zadzim se dresse l'église de la fin de la Renaissance de Sainte Margaret construite de briques en 1640-1642 à la place de l'église en bois d'origine de 1416.
Le fondateur et principal bienfaiteur de la structure actuelle était le comte Aleksander Zaleski d'Otok, blason de Dołęga.

## Administration
De 1975 à 1998, le village était attaché administrativement à l'ancienne voïvodie de Sieradz.

Depuis 1999, il fait partie de la nouvelle voïvodie de Łódź.

## Personnalités notables
- Leopold Pilichowski y est né.